# 台湾ムーランフットボールリーグ
台湾ムーランフットボールリーグ (繁体字：台灣木蘭女子足球聯賽）はセミプロの台湾における女子サッカーリーグで、主催団体は中華民国サッカー協会である 。

## 概要
体育署は女子サッカーを再びアジアのトップ3に返り咲かせ、アジア大会や五輪本戦出場を目指し、サッカー協会や民間と共に4チームを設立、甲級リーグに代わって2014年から開催された。
現在は6チームの3回総当たり戦。試合は主に土曜日に開催される。レギュラーシーズンは、各チームが合計15試合を消化して終了し、その後にプレーオフが続く。ノックアウト方式で、準々決勝で3位と6位、4位と5位が対戦、勝者が準決勝で1位または2位と対戦。その勝者が決勝戦で対決する。決勝の勝者はムーランリーグのチャンピオンでとなる。

## 中継
試合は、中華民国サッカー協会（CTFA）と華視教育体育文化テレビが、 YouTubeで放送している。(CTFAテレビ）

## 参加チーム
2024年度
| チーム             | 本拠地             | 2023年の順位 |
| ------------------ | ------------------ | ------------ |
| 花蓮               | 花蓮県立陸上競技場 | 5位          |
| 高雄アタッカー     | 高雄国家体育場     | 3位          |
| 新北航源           | 輔仁大学サッカー場 | 2位          |
| 台中ブルーホエール | 台中太原サッカー場 | 優勝         |
| 台北ブラボー       | 台北陸上競技場     | 4位          |
| マルス             | 国体人工サッカー場 | 6位          |

## 歴代優勝チーム
| シーズン | チャンピオンシップ | レギュラーシーズン | レギュラーシーズン | レギュラーシーズン |
| シーズン | チャンピオンシップ | 一位               | 二位               | 三位               |
| -------- | ------------------ | ------------------ | ------------------ | ------------------ |
| 2014年   | 開催せず           | 花蓮               | 新竹FC             | 台北SCSC           |
| 2015年   | 開催せず           | 花蓮               | 台中ブルーホエール | 新竹FC             |
| 2016年   | 開催せず           | 花蓮               | 新竹FC             | 台中ブルーホエール |
| 2017年   | 台中ブルーホエール | 台北プレイワン     | 台中ブルーホエール | 花蓮               |
| 2018年   | 台中ブルーホエール | 台中ブルーホエール | 台北プレイワン     | 花蓮               |
| 2019年   | 台中ブルーホエール | 台中ブルーホエール | 花蓮               | 台北ブラボー       |
| 2020年   | 花蓮               | 花蓮               | 台中ブルーホエール | 台北ブラボー       |
| 2021年   | 台中ブルーホエール | 台中ブルーホエール | 花蓮               | 高雄陽信           |
| 2022年   | 花蓮               | 花蓮               | 台中ブルーホエール | 高雄陽信           |
| 2023年   | 台中ブルーホエール | 台中ブルーホエール | 新北航源           | 高雄陽信           |